# Celles (Hainaut)
Celles é um município da Bélgica localizado no distrito de Tournai, província de Hainaut, região da Valônia.

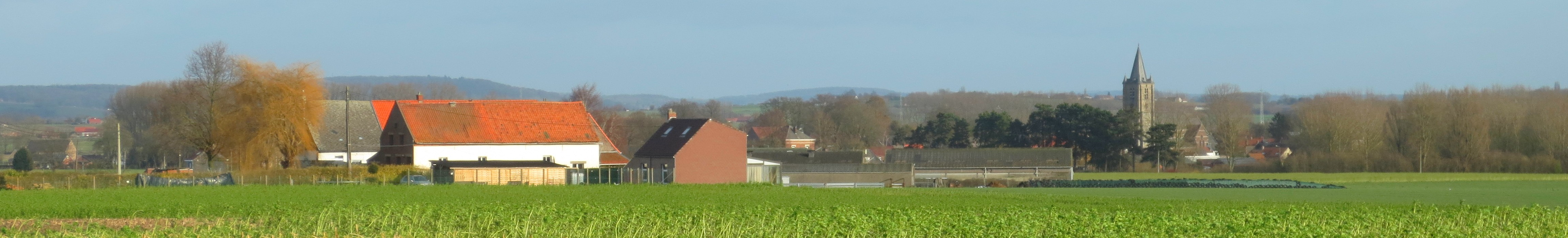
Celles